# Papamosques de Sulawesi
El papamosques de Sulawesi (Cyornis omissus) és una espècie d'ocell de la família dels muscicàpids (Muscicapidae) del sud-est asiàtic. És endèmic de l'illa de Cèlebes (Sulawesi), a Indonèsia. Habita els boscos tropicals i subtropicals de frondoses humits i de l'estatge montà. El seu estat de conservació és de risc mínim.